# Melasina aequalis
Melasina aequalis är en fjärilsart som beskrevs av Ludwig Osthelder 1938. Melasina aequalis ingår i släktet Melasina och familjen säckspinnare. Inga underarter finns listade i Catalogue of Life.